# Молочай кулакообразный
Молоча́й кулакообра́зный (лат. Euphórbia procúmbens) ― многолетний суккулентный карликовый полукустарник; вид рода Молочай (Euphorbia) семейства Молочайные (Euphorbiaceae).

## Морфология

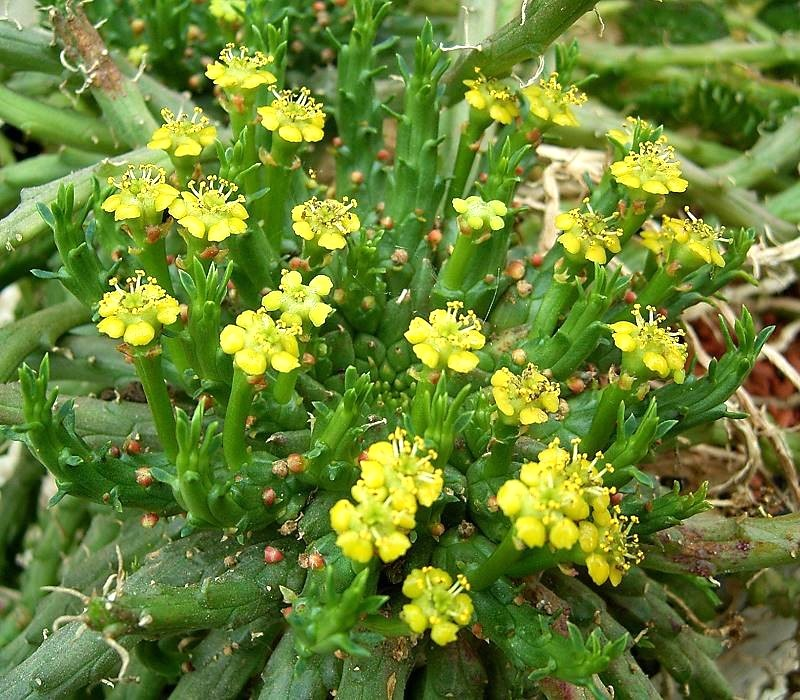
Соцветия

Карликовое суккулентное растение без шипов, которое в нормальном виде представляет собой два-три боковых побега от утолщённого ствола.
Корень объединён со стволом.
Главный ствол (каудекс) частично скрыт в земле, является продолжением корня, формирующего полушаровидное и немного сжатое тело 5—8 см толщиной; центральная точка роста представляет собой плотный узел; от неё отходят в виде лучей многочисленные ветви, относительно тонкие, цилиндрические, сужающиеся на конце, 8 мм шириной, 5—30 см длиной, мозаично покрытые охватывающими бугорками 3 мм длиной.
На каждом бугорке вырастает по одному зелёному, ланцетовидному, опадающему листку 4—8 мм длиной.
Соцветия состоят из отдельных циатий желтовато-зелёного цвета, появляющихся главным образом на конце центрального побега; цветоножка 4 мм длиной; нектарники мелкие, зубчатые, зеленовато-жёлтые.

## Распространение
Африка: ЮАР (Капская провинция).
Растёт в Западно- и Восточно-Капской провинциях, в широкой прибрежной области от Кинг-Уильямс-Таун на запад до Мосселбей.

## Практическое использование
Разводится в домашних условиях как комнатное растение. Растёт относительно быстро. Хорошо растёт на ярком солнце и на почве с хорошей минеральной подкормкой, но терпим к широкому диапазону почв. Необходим хороший дренаж. Требуется умеренный полив летом и совсем небольшой зимой. Размножается черенками.

### Таксономическая таблица
|  |                                      |  |                                                             |                                                             |                      |  | ещё 36 семейств (согласно Системе APG II), в том числе Маковые | ещё 36 семейств (согласно Системе APG II), в том числе Маковые |                            |  |  |  | ещё ≈2000 видов |
|  |                                      |  |                                                             |                                                             |                      |  | ещё 36 семейств (согласно Системе APG II), в том числе Маковые | ещё 36 семейств (согласно Системе APG II), в том числе Маковые |                            |  |  |  | ещё ≈2000 видов |
|  |                                      |  |                                                             | порядок Мальпигиецветные                                    |                      |  |                                                                |                                                                | род Молочай (Euphorbia)    |  |  |  |                 |
|  |                                      |  |                                                             | порядок Мальпигиецветные                                    |                      |  |                                                                |                                                                | род Молочай (Euphorbia)    |  |  |  |                 |
|  | отдел Цветковые, или Покрытосеменные |  |                                                             |                                                             | семейство Молочайные |  |                                                                |                                                                | вид Молочай кулакообразный |  |  |  |                 |
|  | отдел Цветковые, или Покрытосеменные |  |                                                             |                                                             | семейство Молочайные |  |                                                                |                                                                |                            |  |  |  |                 |
|  |                                      |  | ещё 44 порядка цветковых растений (согласно Системе APG II) | ещё 44 порядка цветковых растений (согласно Системе APG II) |                      |  |                                                                | ещё >300 родов                                                 | ещё >300 родов             |  |  |  |                 |
|  |                                      |  |                                                             | ещё 44 порядка цветковых растений (согласно Системе APG II) |                      |  |                                                                |                                                                | ещё >300 родов             |  |  |  |                 |